# Mick Rock
Mick Rock (London, 1948. november 21. – Staten Island, 2021. november 18.) angol fotográfus, aki az 1970-es évek neves zenészeiről készített fotóiról lett híres. Fényképezte többek között a Queent, David Bowie-t, Mick Ronsont, a The Stoogest, a Sex Pistolst, a Ramonest és a Blondie-t.

## Életrajza
Londonban született, és modern nyelveket tanult a Conville and Caius egyetemen, Cambridge-ben. Itt történt 1966-ban, hogy készített néhány fényképet a Pink Floyd alapítójáról, Syd Barrettről.
1972-ben lett igazán híres, amikor David Bowie Ziggy Stardust turnéján volt hivatalos fényképész. Krónikásként végigkísérte a glam rock sikereit, és az 1970-es évek punk mozgalmait.
Karrierje mintegy harminc éve tart, még ma is aktívan dolgozik, újabb munkái az R.E.M.-hez, a Foo Fightershez és Kate Mosshoz kapcsolódnak. New Yorkban él.
Több híres albumborítót készített, például Barrett The Madcap Laughs, a Queen Queen II, David Bowie Space Oddity, valamint Lou Reed Transformer albumához.
Készített néhány videóklipet ugyancsak Bowie-nak, a Life on Mars, The Jean Genie és Space Oddity dalokhoz.
Könyvet is jelentetett meg Moonage Daydream: Ziggy Stardust címen, amelyben több száz fotó szerepel Bowie Ziggy időszakából.
Ő volt az egyetlen fényképész, aki képeket készíthetett a The Rock Horror Picture Show 2005-ös filmváltozatának előkészületeiről.